# LEGO Batman 2: DC Super Heroes
LEGO Batman 2: DC Super Heroes anche conosciuto come LEGO Batman 2 è un videogioco d'azione del 2012 della serie LEGO sviluppato dalla Traveller's Tales, per PlayStation 3, PlayStation Vita, Nintendo 3DS, Wii, Nintendo DS, Xbox 360 e Microsoft Windows. Il videogioco è il sequel di LEGO Batman: Il videogioco.
La versione Mac OS X del gioco, pubblicato da Feral Interactive, è stata pubblicata nel settembre 2012.
Nel 2014 è stato pubblicato un sequel intitolato LEGO Batman 3: Gotham e oltre.

## Modalità di gioco
Il gioco introduce due grosse novità rispetto ai precedenti titoli Lego: durante le scene di intermezzo sono presenti dialoghi tra i personaggi e viene implementata la modalità di esplorazione open world. Nel videogioco è possibile per il giocatore scegliere fra una vasta gamma di personaggi dell'universo di Batman.

## Doppiaggio
- Laura Bailey - Harley Quinn, Poison Ivy, Wonder Woman
- Troy Baker - Batman, Due Facce, Sinestro, Brainiac, Hawkman
- Joseph Balderrama - Killer Moth
- Brian Bloom - Aquaman, Cyborg
- Steven Blum - Ra's al Ghul, Il Pinguino, Bane, Alfred Pennyworth, Capitan Cold
- Clancy Brown - Lex Luthor
- Cam Clarke - Lanterna Verde, Martian Manhunter, Nightwing
- Townsend Coleman - Mr. Freeze, Il Cappellaio Matto, Commissario Gordon, Generale Zod
- Bridget Hoffman - Lois Lane, Supergirl
- Nolan North - Lo Spaventapasseri, Captain Boomerang, Hush
- Rob Paulsen - L'Enigmista
- Charlie Schlatter - Robin, Flash, Damian Wayne
- Christopher Corey Smith - Il Joker
- Fred Tatasciore - Clayface, Killer Croc, Man-Bat, Black Manta, Black Adam
- Anna Vocino - Vicki Vale, Katana
- Katherine Von Till - Catwoman, Batcomputer
- Kari Wahlgren - Hawkgirl, Cacciatrice, Black Canary, Batgirl, Zatanna
- Travis Willingham - Superman, Bizzarro, Gorilla Grodd, Shazam

## DVD
Warner Bros. Animation, insieme con LEGO Group Inc., Traveller's Tales Animation e DC Entertainment hanno prodotto un lungometraggio d'animazione tratto dal videogioco, chiamato LEGO Batman: Il film - I supereroi DC riuniti (Lego Batman: The Movie - DC Super Heroes Unite), nel quale sono state utilizzate le scene del gioco, più altre scene che sostituiscono la parte giocabile. Il film è stato pubblicato in DVD, Blu-ray, e sotto forma di download digitale in marzo 2013.

## Accoglienza
Il gioco è stato ben accolto, i critici hanno lodato il raffinato gameplay, la storia e il doppiaggio, anche se è stato criticato per alcuni problemi tecnici minori e sporadici. Game Informer ha dato un punteggio di 8.25 al gioco. Il gioco ha ottenuto un 80 su Metacritic per la versione Xbox 360, e un 81 per la versione PS3. Andrew Laughlin, della Digital Spy ha affermato che Lego Batman 2: DC Super Heroes è stato il miglior gioco Lego di sempre, ammirando le nuove caratteristiche del gioco, e la storia originale.